# Соколув (Прушковський повіт)
Соколув (пол. Sokołów) — село в Польщі, у гміні Міхаловіце Прушковського повіту Мазовецького воєводства.
Населення — 265 осіб (2011).
У 1975-1998 роках село належало до Варшавського воєводства.

## Демографія
Демографічна структура станом на 31 березня 2011 року:
|          | Загалом | Допрацездатний вік | Працездатний вік | Постпрацездатний вік |
| -------- | ------- | ------------------ | ---------------- | -------------------- |
| Чоловіки | 133     | 23                 | 90               | 20                   |
| Жінки    | 132     | 21                 | 81               | 30                   |
| Разом    | 265     | 44                 | 171              | 50                   |